# BEAN1
BEAN1 (англ. Brain expressed associated with NEDD4 1) – білок, який кодується однойменним геном, розташованим у людей на 16-й хромосомі. Довжина поліпептидного ланцюга білка становить 259 амінокислот, а молекулярна маса — 28 626.
| 10         |  | 20         |  | 30         |  | 40         |  | 50         |
| ---------- |  | ---------- |  | ---------- |  | ---------- |  | ---------- |
| MSFKRPCPLA |  | RYNRTSYFYP |  | TFSESSEHSH |  | LLVSPVLVAS |  | AVIGVVIILS |
| CITIIVGSIR |  | RDRQARLQRH |  | RHRHHRHHHH |  | HHHHRRRRHR |  | EYEHGYVSDE |
| HTYSRSSRRM |  | RYACSSSEDW |  | PPPLDISSDG |  | DVDATVLREL |  | YPDSPPGYEE |
| CVGPGATQLY |  | VPTDAPPPYS |  | LTDSCPTLDG |  | TSDSGSGHSP |  | GRHQQEQRTP |
| AQGGLHTVSM |  | DTLPPYEAVC |  | GAGPPSGLLP |  | LPGPDPGPRG |  | SQGSPTPTRA |
| PASGPERIV  |  |            |  |            |  |            |  |            |

A: Аланін

C: Цистеїн

D: Аспарагінова кислота

E: Глутамінова кислота

F: Фенілаланін

G: Гліцин

H: Гістидин

I: Ізолейцин

K: Лізин

L: Лейцин

M: Метіонін

N: Аспарагін

P: Пролін

Q: Глутамін

R: Аргінін

S: Серин

T: Треонін

V: Валін

W: Триптофан

Задіяний у такому біологічному процесі, як альтернативний сплайсинг. 
Локалізований у мембрані.